# Salvador Díaz Mirón
Salvador Díaz Mirón (* 14. Dezember 1853; † 12. Juni 1928) war ein mexikanischer Dichter. Er wurde in der Hafenstadt Veracruz geboren. Seine frühen Verse, geschrieben in einem leidenschaftlichen, romantischen Stil, wurden von Lord Byron und Victor Hugo beeinflusst. Sein Gedicht A Gloria war einflussreich. Sein 1901 erschienener Buch Lascas („Feine Steinstücke“) etablierte Diaz Mirón als Vorläufer des Modernismo. Nach einer langen Zeit des Exils kehrte er nach Mexiko zurück und starb am 12. Juni 1928 in Veracruz.

## Werke
Vollständige Gedichte (UNAM, mit Notizen von Antonio Castro Leal, 1941)
Gedichtsammlung (UNAM 1953)